# Пещера Грина (Крым)
Пещера Грина (укр. печера Гріна) — пещера вертикального типа (карстовая шахта) на Крымском полуострове. Находится на горном массиве Караби-яйла (Крымские горы). Названа в честь русского писателя Александра Степановича Грина.
Глубина пещеры — 170 м (22-я по глубине пещера на Украине). Длина — 250 м. Категория сложности — 2А
В 2003 году в пещере обновлена навеска и проведена топосъёмка. 29 октября 2008 года в шахте Грина, сорвавшись с 30-метровой высоты, погиб 15-летний спелеолог из Николаева.